# شي إن
شي إن (بالصينية: 希音) هو متجر تجزئة صيني للأزياء عبر الإنترنت. تأسس من قبل كريس شو في غوانزو في عام 2008. تشتهر الشركة بملابسها ذات الأسعار المعقولة. في المراحل الأولى، كان موقع شي إن عبارة عن شركة إحالة شحن أكثر من كونها تاجر تجزئة. لم تشارك الشركة في تصميم الملابس وتصنيعها، بدلاً من ذلك حصلت على منتجاتها من سوق الملابس بالجملة في جوانزو. في عام 2013، استحوذت شي إن على روماوي (Romwe)، وهو تاجر تجزئة صيني آخر للتجارة الإلكترونية، مما جعلها «تاجر تجزئة متكامل تمامًا». في عام 2020، كانت شي إن هي العلامة التجارية الأكثر تداولاً على تيك توك ويوتيوب والرابعة على إنستغرام. يقع مقرها في الصين وتشحن عبر 220 دولة، شي إن هي أكبر بائع تجزئة للأزياء في العالم، اعتبارًا من عام 2022. تقدر قيمة الشركة بـ 100 مليار دولار بعد جولة تمويل في أبريل 2022.
في السنوات الأخيرة، وجدت الشركة نفسها وسط العديد من الخلافات بما في ذلك نزاعات العلامات التجارية، انتهاكات حقوق الإنسان، والصحة والسلامة. وفقًا لبلومبيرغ بيزنس ويك وآخرون، استفاد نموذج أعمال شي إن من الحرب التجارية بين الصين والولايات المتحدة.

## تاريخ
تأسست علامة شي إن في نانجينغ الصين في عام 2008. كان موقع الويب الأصلي للعلامة التجارية هو شي إن سايد دوت كوم (Sheinside.com).
بحلول عام 2013، كان لدى شي إن 100 موظف، وقد أنشأت بالفعل مقر منتجاتها في غوانزو، الصين، حيث تستخدم شي إن نظام سلسلة التوريد السريع المعروف باسم «البيع بالتجزئة في الوقت الفعلي».
خلال جائحة فيروس كورونا في عام 2020، ورد أنها حققت 10 مليارات دولار من العائدات، مما يجعلها السنة السابعة على التوالي التي تحقق فيها مبيعات الشركة أكثر من 100%. اعتبارًا من أكتوبر 2020، كانت شي إن أكبر شركة أزياء على الإنترنت فقط في العالم. بحلول نوفمبر 2021، نمت شركة شي إن من شركة تبلغ قيمتها 15 مليار دولار إلى شركة بقيمة 30 مليار دولار.
عدنان عمر عبدالقدوس

## تصنيع
في الأصل، لم تصمم شي إن ملابسها. اشترت الشركة ملابسها بشكل أساسي من سوق الملابس بالجملة في الصين في مقاطعة غوانزو. ومع ذلك، أصبحت شي إن تاجر تجزئة متكامل تمامًا في عام 2014 عندما قامت بتأمين نظام سلسلة التوريد الخاص بها. الآن، تستخدم الشركة شبكة من شركاء التصنيع والموردين من أجل تصنيع منتجاتها وتسليمها.
يقدم موقع شي إن تنبؤات حول الاتجاهات وينتج العناصر بأسرع ما يمكن بعد ثلاثة أيام من تحديد الاتجاه. كما تقصر شي إن طلباتها على مجموعات صغيرة من حوالي 100 عنصر لقياس اهتمام العملاء، بينما يطلب منافسوها الآخرون، مثل زارا، كميات أكبر (حوالي 500)، مما يزيد من فرصهم في خسارة الأرباح إذا لم يتم شراء الطلبات بالكامل. شي إن قادرة أيضًا على تجنب دفع ضرائب التصدير والاستيراد، مما يساهم في زيادة هوامش الربح.
ينص القانون التشريعي الأمريكي، القسم 321 في قانون تيسير التجارة وإنفاذ التجارة لعام 2015 (يُشار إليه أيضًا باسم «دا مينيميز» (de minimis)) على أن أي استيراد يصل إلى 800 دولار لكل شخص معفي من الرسوم الجمركية. سمحت هذه الفاتورة لشركة شي إن بالتوصيل إلى الولايات المتحدة الأمريكية دون دفع ضرائب، مما سمح لشي إن بالحصول على ميزة تنافسية على الشركات المحلية في الولايات المتحدة الأمريكية.

## خلافات
في عام 2018، رفعت شركة ليفايز دعوى قضائية ضد الشركة لنسخها خياطة جان (Jean) مسجلة كعلامة تجارية. تم تسوية القضية خارج المحكمة.
في يونيو 2020، تم حظر شي إن في الهند بسبب مخاوف تتعلق بالخصوصية. في يوليو 2020، تم سحب قلادة بها صليب معقوف من البيع (أوضحت العلامة التجارية أنها كانت صليبًا معقوفًا بوذيًا وليس صليبًا معقوفًا نازيًا).
في أغسطس 2021، زعمت شركة شي إن على موقعها الإلكتروني أن مصانعها معتمدة من قبل المنظمة الدولية للمعايير (ISO) والمساءلة الاجتماعية 8000 (SA8000). كان هذا التصريح محل خلاف واعتبر أنه انتهاك لقانون العبودية الحديثة لعام 2015 في المملكة المتحدة. وفقًا لرويترز، انتهكت شي إن أيضًا قانونًا مشابهًا لمكافحة العبودية في أستراليا. في تحقيق أجرته مجموعة المناصرة السويسرية عين الجمهور (Public Eye)، وجد أن الموظفين في ستة مواقع في غوانزو يعملون لمدة 75 ساعة في الأسبوع.
أصدرت دويتشه فيله الألمانية في أواخر عام 2021 مقطع فيديو يشرح بالتفصيل نظام الموضة فائق السرعة (Ultra-fast-fashion) الذي بنيت عليه شي إن، وينتقد استهداف المراهقين الصغار الأقل عرضة لاتخاذ قرارات مالية حكيمة، فضلاً عن التأثير البيئي الناجم عن ذلك. أشارت وسائل الإعلام الأخرى إلى الطبيعة الإدمانية للتطبيق، مشيرة إلى أن أسعاره المنخفضة تجعل الناس يشترون أشياء لا يحتاجون إليها بالفعل.

## قضية المواد السامة
بعد انتشار أخبار تفيد بوجود مواد سامة في منتجات شي ان قد تسبب السرطان، وتنامي المخاوف من سلامة المنتجات التي تباع عبر المنصة، دفع الإقبال على موقع "شي إن" في كوريا الجنوبية، حكومة مدينة سيؤول إلى البدء بإجراء فحوصات سلامة أسبوعية على منتجات عشوائية تباع من خلال شركة "شي إن" الصينية بهدف ضمان سلامة المستهلكين، وتم خلال هذه الفترة فحص 93 منتجًا معروضًا للبيع على مواقع وتطبيقات شركات تجارية صينية كبرى مثل "شي إن"، و"تيمو"، و"علي إكسبرس"، وتبين عبر هذه الفحوصات أن 43 بالمئة من المنتجات المفحوصة (أي 40 من أصل 93 منتجًا) تحتوي على مواد سامة وضارة، وبناء على ذلك طالبت حكومة المدينة هذه المنصات الصينية بإيقاف بيع هذه المنتجات والحد من قدرة وصول المستهلكين إليها.
وتبين من خلال فحوصات السلامة أن 7 من أصل 8 منتجات جلدية مخصصة للأطفال احتوت على مواد سامة وضارة، فقد احتوى أحد المنتجات على مادة الفورمالدهيد بنسبة أعلى من المسموح بها بنحو 1.8 مرة، بينما احتوى منتج جلدي آخر على نسبة رصاص أكثر من المسموح به بمقدار 1.78 مرة، والمفاجأة أن أحد المنتجات الأخرى احتوى على مادة الفثالات –مواد كيميائية تستخدم لتليين البلاستيك– بنسبة تفوق المسموح به بنحو 428 مرة، بينما احتوت 3 منتجات أخرى عليه بنسب تفوق بحوالي 153 مرة. أظهرت دراسات أن الفثالات ترتبط بالسمنة وأمراض القلب وبعض أنواع السرطان، ولكن أبرز  تأثيراتها هي أنها تسبب اضطرابات هرمونية قد تؤدي إلى العديد من المشكلات الصحية، منها العقم وغيره.

### رد الشركة
قالت شركة "شي إن" في ردها على نتائج الفحوصات هذه، أن الشركة تتعامل مع سلامة منتجاتها بجدية، وأنها تطلب من مزودي المنتجات لديها الالتزام بمعايير السلامة، وأنها تعمل مع شركاء مِن حول العالم لفحص المنتجات والتأكد من مطابقتها لمعايير السلامة، وأضافت الشركة أن أي ادعاء يخص إخلال منتج بمعايير السلامة يؤدي إلى إزالة المنتج عن موقعها احترازياً إلى حين التحقق من الأمر، وأنها تتخذ الإجراءات اللازمة في حال تبين أن صانع المنتج لم يلتزم بالمعايير المحددة.

## روابط خارجية
- الموقع الرسمي
- الموقع الرسمي العربي